# ひな (パイロット・フィルム)
『ひな』 (英題：Hina is Beautiful) パイロット・フィルムは、2023年の日本のアニメーション作品。新井英樹の短編マンガ『ひな』のアニメーション映像化作品である。監督の岩井澤健治が前作アニメーション映画「音楽」の次に作りたい企画として始動。最終的には80分から90分の長編アニメ映画化を目指していく。長編化に向けた脚本にはドライブ・マイ・カー (映画)の大江崇允が、作画監督とキャラクターデザインには浅野直之が参加。2023年のカンヌ国際映画祭アヌシー・アニメーションショーケースで公式上映された。

## スタッフ
- 監督：岩井澤健治
- 原作：新井英樹
- 脚本：大江崇允
- 作画監督・キャラクターデザイン：浅野直之
- プロデューサー：町田有也